# Джи-Драгън
Куон Джи Йонг (на корейски: 권지용, Коригирана романизация на корейския език: Kwon ji-young), известен като Джи-Драгън (на корейски: 지드래곤; на английски: G-Dragon), e южнокорейски певец, рапър, композитор, автор на песни, музикален продуцент, танцьор, модел и лидер на кей поп групата „Биг Бенг“.
Ранната му кариера започва в група, наречена „Little Lula“. Тя се разпада и той подписва договор с SM Entertainment. След 5 години обучение напуска компанията, присъединява се към YG Entertainment и 6 години по-късно дебютира в групата „Биг Бенг“. В нея допринася с писане, композиране и продуциране на много от хитовите ѝ песни – „Lies“, „Last Farewell“ и „Haru Haru“.
На 19 август 2009 г. издава първия си солов албум „Heartbreaker“, от който са продадени близо 285 000 броя и достига № 1 в класациите на „Mnet“, „Melon“ и „KBS Music Chart“. Албумът му печели в категорията „Албум на годината“ от 11-ите награди „МАМА“. През 2012 г. издава първия си EP „One of a Kind“ с хитовите сингли „One of a Kind“, „Crayon“ и „That XX“, а през 2013 г. и втория си студиен албум „Coup D'Etat“.
Джи-Ди е единственият човек, избран от CNN сред „50 причини, поради които Сеул е най-добрият град“.

## Кариера

### 1988 – 2009:Ранните години и дебют с Биг Бенг
Роден и израснал в Сеул, Южна Корея, Куон Джи-йонг започва кариерата си на възраст от 5 години, като част от групата Little Roora. След пускането на албума “Christmas" в продажба, договорът на групата е прекратен от страна на звукозаписната компания, чието действие Kwon определя като „шокиращо“. Въпреки че той обещава/се зарича на майка си: „Няма да го направя отново (да стане певец)“ Kwon Jiyong е проучван от SM Entertainment, докато е на ски със семейството си. Той е стажант под лейбъла в продължение на пет години (от 8 до 13 години) където изучава главно танци. Въпреки това Ji Young напуска агенцията, защото не е наясно с това какво иска да прави.
В трети клас Jiyong се запознава с американската рап група Wu-Tang Clan чрез приятел. Вдъхновен от музиката им, той развива интерес към рапирането и започва да взима уроци. Под ръководството на People Crew, участва в записите на корейския хип-хоп „Flex“ албум през 2001 г., като става най-младият корейски рапър само на 13 години. Въпреки че GD пише собствените си текстове за песента, той призна, че английският му е слаб и историята зад текста всъщност означава: „Аз съм млад, но аз съм най-добрият.“
Kwon Jiyong предизвиква интерес у Sean от хип-хоп дуото Jinusean от YG Entertainment, който по-късно го препоръчва на CEO Yang Hyun Suk. След подписване на договор с лейбъла, GD прекарва първата година почиствайки студиото за други артисти и носейки им бутилки вода по време на танцовите практики. Първоначално дебютирането е планирано с още един стажант Dong Young-bae, като хип-хоп дуо GDYB. След шест години на обучение, Kwon прави няколко отличителни изяви в албуми на други изпълнители и дори пуска няколко сингъла с Young-bae под груповото име GDYB. G-Dragon прави официалния си дебют като лидер на групата Big Bang през 2006 г. след шест години на обучение под YG Entertainment, с Dong Young-bae (псевдоним Taeyang) и трима други членове (TOP, Daesung, Seungri).
Формирането на групата е документирано по телевизията, като разкрива как първоначално групата се състои от шест члена и как единият отпада преди официалния дебют.
Дебютът на групата е доста успешен с първия им албум Bigbang Vol.1, който продава над 40 хиляди копия.
След излизането на мини – албума Always през 2007 г., G-Dragon започва да участва все повече в създаването на албуми за групата. Always съдържаща няколко песни, написани от G-Dragon, включително водещия сингъл „Lies“ (корейски: 거짓말; романизация: Geojitmal) – първият хит на групата. Следващите мини-албуми също продължават на своя предшественик:
- Албумът Hot Issue със сингъла „Last Farewell“ (корейски: 마지막 인사; романизация: Majimak Insa);
- Албумът Stand Up с песента „Day By Day“ (корейски: 하루하루; романизация: Haru Haru)

И двата сингъла се изкачват до върха на класациите.

### 2009 –: кариера, албуми и първо световно турне
Освен с участието си в групата „Big Bang“, G-Dragon е известен също и със своите солови проекти. След като участва в производството на дебютния албум на Taeyang, той записва и своя версия на водещия сингъл „Only Look At Me“ (корейски: 나만 바라 봐; романизация: Naman Barabwa), озаглавен като „Only Look At Me Part 2“. Заедно с Taeyang и TOP, G-Dragon взема участие в албума Rush на изпълнителката Lexy с песента „Super Fly“. През май 2009 г. си сътрудничи с японската група W-Inds за техния сингъл „Rain Is Fallin'/Hybrid Dream.“
След успешното приключване на соловия проект на Taeyang, G-Dragon издава своя дебютен солов албум „Heartbreaker“, в който участват и изпълнители като Teddy от 1TYM, Taeyang, Kush, CL и Sandara Park от 2NE1. Първоначално планиран да бъде издаден през април, албумът бе удължен до август, за да съвпадне с 21-вия (корейски години: 22) му рожден ден.
След издаването му албумът „Heartbreaker“ продава над 200 000 копия и печели титлата „Албум на годината“ на годишните музикални награди MNet Asian Music Awards 2009.
Малко след пускането на „Heartbreaker“, G-Dragon е обвинен в плагиатство от „Sony Music“, с твърдението че песните му „Heartbreaker“ и „Butterfly“ са подобни на „Right Round“/Flo Rida и „She's Electric“/Oasis.
Въпреки това звукозаписната компания EMI, която разпространява „Right Round“, заявява, че не вижда прилики между тези две песни. На 6 март 2010 г., YG Entertainment обявява, че лично се е свързал с Flo Rida с покана за участие на концертния албума на G-Dragon „Shine a Light“, която Flo Rida приема.
През декември 2009 г., G-Dragon провежда солов концерт в Olympic Park, Seoul в подкрепа на промоцията на албума си. Озаглавен Shine а Light, името на концерта произлиза от текста на песента му „A Boy“.
Концертът впоследствие предизвика полемика за неприлично поведение и двусмислено съдържание. Министерството на здравеопазването, социалните грижи и семейните въпроси на Южна Корея праща искане до прокуратурата на страната за разследване за това дали G-Dragon или YG Entertainment нарушава законите с неприлични изпълнения на концерта.
На 15 март 2010 той е намерен за невинен и е оправдан по всички обвинения.
През ноември 2010 г., „YG Entertainment“ съобщава за сътрудничество между G-Dragon и колегата му T.O.P за дуо албума GD&TOP.
Предшестваща излизането на албума, дуото провежда премиера в световен мащаб за албума на Times Square в Yeongdeungpo на Сеул, Южна Корея, като концертът се излъчва на живо по YouTube.
Албумът включва три сингъла: „High High“, „Oh Yeah“ and „Knock Out“. Албумът допринася големи успехи. Песните заемат първите три места на/по музикалните класации, като на първо място е „High High“, второ място „Oh Yeah“ и на трето „Knock Out“. Албумът е издаден на Бъдни вечер, и дебютира под номер едно в класацията на Gaon с предварителни поръчки над 200 000 копия.
В сътрудничество с Myung Park Soo е създава дуо наречено GG за музикалния фестивал „Seohae Ahn Highway Song Festival 2011“, който се провежда като част от телевизионното шоу „Infinite Challenge“. На 2 юни 2011, дуото пуска песента „Fired Up“ в която участва и Park Bom от 2NE1. Песента става хит, заставяйки на първите позиции на различните корейски музикални класации.
През март 2012 г. е обявено, че G-Dragon ще се завърне на музикалната сцена като соло изпълнител през втората половина на годината. G-Dragon взема участие в предстоящия албум на английската певица Pixie Lott заедно с T.O.P.
На 24 август 2012 г. G-Dragon пуска музикално видео по YouTube за песента си „One Of A Kind“ от албума със същото име.
По-късно песента му печели две награди „Best Hiphop / Rap Song of the Year“ от Korean Music Awards и Rhythmer Awards. На 1 септември, G-Dragon издава първия си сингъл „That XX“. Песента оглавява музикалните класации веднага след пускането си.
На 30 ноември 2012 г., той печели наградата за Best Male Solo Artist на 14th Mnet Asian Music Awards, а на 31 януари 2013 г., наградата за Record of the Year за „One Of A Kind“ на 22nd Seoul Music Awards.
През април 2013, YGEX обявява, че ще пусне втори солов албум на 14 август, като допълнително съобщава, че носителката на „Грами“ Миси Елиът ще бъде включена в албума. Elliott предварително обявява през януари 2013 чрез Twitter, че е допринесла с две песни („Chugalug“, „Niliria“) произведени от Teddy.
Най-новият му албум е озаглавен „Coup D'état“. Той е издаден онлайн в две части, на 2 септември и 5 септември, a пълният албум – на 13 септември с участието на две песни. „Coup D'etat“ включва сътрудничества с известни изпълнители/артисти и продуценти, като Missy Elliott, Diplo, Baauer, Boys Noize, Sky Ferreira, Siriusmo, Zion T, Lydia Paek. G-Dragon и Missy Elliott изпълняват тяхната песен „Niliria“ на KCON 2013 в Лос Анджелис. Песните от „Coup D'etat“ се издигат до върха на водещи корейски музикални сайтове като Melon, Mnet, Bugs, Naver и Olleh. Общо седем песни се подреждат от 1 до 7 място в класациите MNet още с излизането си и шест в топ 10 на Gaon Singles Charts с „Who You?“ заемащо първо място.
На 22 ноември 2013 г. печели общо четири награди на 15th Mnet Asian Music Awards, които са Best Male Solo Artist, Best music video for „Coup D'etat“, Best dance performance for „Crooked“ и най-високото отличие Artist of The Year. Той е първият соло изпълнител, печелещ наградата Artist of The Year.

## Образ и артистичност

### Обществен имидж
Описван като „най-модерния“ в своята група, G-Dragon оказва влияние върху модните тенденции в Южна Корея. Той получава награди като „Style Icon of 2008“ и награда за „Most Influential Men of 2008“, спонсорирана от Arena magazine.
Модната икона Канг Донг-уан също признава авторитета на G-Dragon, наричайки го „Fashionista“.
По време на промоцията на албума „Heartbreaker“, променя стила на косата си (платинено рус) и придобива популярност сред феновете, превръщайки го в една от най-добрите прически на година. Също така постоянното му ползване на триъгълни шалове става тенденция сред тийнейджърите и получава прякора „Big Bang scarves“.
Въпреки своето влияние, G-Dragon признава, че той не е сигурен в себе си като музикант, отбелязвайки, че е трябвало „...да се променя много, включително и гласа си, защото в присъствието на други хора съм много притеснен за резултатите от моята работа...“.
Осъзнавайки, че общественият имидж играе огромна роля за насърчаване на албума, G-Dragon отбелязва, че „...как обществото ме приема, зависи единствено от мен, така че ако се създаде лошо впечатление, то ще е изцяло по моя вина..“
G-Dragon също силно се противопоставя на идеята за изпълнителите като „предмети“ на развлекателната индустрия.

### Музикален стил, текст и композиция
Вдъхновен от музиката на Wu-Tang Clan, G-Dragon участва в годишния хип-хоп албум Flex през 2001 г. на 12 години, създавайки кариерата си като изпълнител. На ранен етап от кариерата си, Big Bang е на музикалния пазар като хип-хоп група, но продължава да експериментира с електронна музика, като я превръща в нова музикална тенденция в Корея.
Под влияние на различни музикални жанрове, присъщи на творчеството на Big Bang, през 2009 г. G-Dragon издава първия си солов албум „Heartbreaker“, който е смес от R&B, хип-хоп и денс песни.
Предпочитащ да пише текстове, които „звучат като действителна история“, Korea Times го похваля като „гениален автор изпълнител“, макар че рапърът изразява неудобството си, свързано с етикета.

## Дискография

### Албуми

#### Студиен албум
- Heartbreaker (2009)
- GD & TOP (2010) „заедно с Ти О Пи“
- Coup D'Etat (2013)

#### EP
- One of а kind (2012)

#### Сингли
- Look Only at Me, Part 2 (2008)
- Michi Go (2013)

#### Албуми на живо
- 1st Live Album: Shine a Light (2010)
- G-Dragon World Tour Live CD „One Of A Kind in Seoul“ (2013)
- G-Dragon 1st World Tour „One Of A Kind“ The Final (2013)

### DVD
- 1st Live Concert: Shine A Light (2010)
- G-DRAGON'S COLLECTION DVD: ONE OF A KIND (2013)
- G-Dragon World Tour DVD „One Of A Kind in Seoul“ (2013)
- G-Dragon World Tour One Of A Kind In Japan Dome Special (2013)
- G-DRAGON'S COLLECTION DVD II: COUP D'ETAT (2013)

## Награди

### Music Chart Победи

#### SBS's Inkigayo
| Година | Дата         | Песен                              |
| ------ | ------------ | ---------------------------------- |
| 2009   | 6 септември  | „Heartbreaker“                     |
| 2009   | 13 септември | „Heartbreaker“                     |
| 2009   | 20 септември | „Heartbreaker“                     |
| 2011   | 9 януари     | „High High (с участието на T.O.P)“ |
| 2013   | 15 септември | „Coup D'etat“                      |
| 2013   | 22 септември | „Crooked“                          |
| 2013   | 29 септември | „Crooked“                          |

#### Mnet's M! Countdown
| Година | Дата         | Песен                              |
| ------ | ------------ | ---------------------------------- |
| 2009   | 10 септември | „Heartbreaker“                     |
| 2009   | 17 септември | „Heartbreaker“                     |
| 2009   | 24 септември | „Heartbreaker“                     |
| 2010   | 30 декември  | „Oh Yeah (с участието на T.O.P)“   |
| 2011   | 6 януари     | „High High (с участието на T.O.P)“ |
| 2009   | 12 септември | „Black“                            |
| 2009   | 19 септември | „Black“                            |
| 2009   | 26 септември | „Crooked“                          |

#### KBS's Music Bank
| Година | Дата         | Песен          |
| ------ | ------------ | -------------- |
| 2009   | 28 август    | „Heartbreaker“ |
| 2009   | 11 септември | „Heartbreaker“ |
| 2009   | 18 септември | „Heartbreaker“ |
| 2009   | 25 септември | „Heartbreaker“ |
| 2009   | 4 септември  | „Heartbreaker“ |
| 2013   | 20 септември | „Who You“      |